# Grant Moore & his New Orleans Black Devils
Grant Moore & his New Orleans Black Devils was een Amerikaanse territory-band.

## Geschiedenis
De Original New Orleans Black Devils uit Milwaukee werden geleid door de klarinettist en altsaxofonist Grant Moore en toerden door de balzalen van het middenwesten, overwegend Minnesota, Wisconsin en Michigan. Enkele later bekende jazzmuzikanten speelden bij de band, waaronder Jabbo Smith en Budd Johnson. In mei 1931 namen Moore en de Black Devils Original Dixieland One Step/Mama Don't Allow No Music Playing Here in Chicago op voor Vocalion Records, met de trompettisten Bob Russell en Sylvester Friel, tombonist Thomas Howard, altsaxofonist Earl Keith, tenorsaxofonist Willard Brown, pianist J. Norman Ebron, banjospeler Harold Robbins, tubaïst Lawrence Williams en drummer Harold Flood. Mama Don't Allow No Music Playing Here bevatte reeds de typische basdrum-bommen, die typisch zouden worden voor de jazz van midden jaren 1940.
Opnamen van de band verschenen in de anthologie What Kind of Rhythm Is That?.